# Jesús Dulce Prado
 Jesús Dulce Prado (Barakaldo, 22 de març de 1971) és un exfutbolista basc que jugava com a defensa.
La carrera de Dulce ha estat quasi sempre lligada al CD Logroñés, equip on ha passat des de principis de la dècada dels 90, tret de la temporada 95/96, en la qual va militar a la SD Compostela.
Amb els riojans ha jugat fins a sis temporades a la màxima divisió, tot i que només la temporada 93/94 va ser clarament titular, amb 33 partits, mentre la temporada 96/97 va disputar-ne 25. En total, 99 partits a Primera amb el Logroñés i 10 amb el Compostela.
Després del darrer descens del Logroñés el 1997, el basc va acompanyar el seu equip en la Segona Divisió i en la Segona B. Després apareixeria al CD Calahorra i la temporada 03/04 jugaria amb el CD Alfaro, fins a la seua retirada el 2004.